# Recebedores da Cruz de Cavaleiro da Cruz de Ferro com Folhas de Carvalho: 1943
A Cruz de Cavaleiro da Cruz de Ferro (em alemão:  Ritterkreuz des Eisernen Kreuzes) foi a maior condecoração militar concedida pela Alemanha Nazi durante a Segunda Guerra Mundial. Era concedida a militares de todas as patentes, deste um soldado até um Marechal de Campo e por diversos motivos que incluíam os atos de bravura de um soldado em batalha, um piloto de caça por ter abatido um número significativo de aeronaves inimigas e o hábil comando das tropas durante a batalha. Os condecorados eram enaltecidos pela propaganda alemã, tendo eles recebido grande atenção por parte da publicidade. Eram vendidos, por exemplo, porta retratos com as fotos dos últimos condecorados. Eles ainda eram convidados a discursar aos trabalhadores das fábricas envolvidas no esforço de guerra.
A Cruz de Cavaleiro da Cruz de Ferro com Folhas de Carvalho (em alemão:  Ritterkreuz des Eisernen Kreuzes mit Eichenlaub) foi introduzida no dia 3 de junho de 1940 para destacar àqueles que já haviam sido condecorados com a Cruz de Cavaleiro e continuaram a demonstrar atos de bravura em combate. Foram entregues sete condecorações no ano de 1940, 50 em 1941, 111 em 1942, 192 em 1943, 328 em 1944 e 194 em 1945, sendo um total de 882 condecorados. Foram ainda condecorados oito estrangeiros, que eram aliados da Alemanha durante a guerra.
O número de 882 condecorados com as Folhas de Carvalho é com base na análise feita pela Associação dos Recebedores da Cruz de Cavaleiro da Cruz de Ferro. O autor Veit Scherzer contestou a validade de 27 destas condecorações. Com a exceção da condecoração entregue para Hermann Fegelein, todas as demais condecorações ocorreram no ano de 1945, quando os últimos dias do Terceiro Reich deixaram as nomeações incompletas e diversos estágios da aprovação não foram concluídos. Hermann Fegelein foi condecorado com as Folhas de Carvalho no ano de 1942, mas foi sentenciado a morte por Hitler e executado no dia 28 de abril de 1945 após uma corte marcial liderada pelo SS-Brigadeführer e Generalmajor da Waffen-SS Wilhelm Mohnke. A sentença de morte resultou na perda de todas as suas ordens e honrarias.

## Criação
A Cruz de Cavaleiro da Cruz de Ferro e seus graus mais altos foram baseados em quatro diferentes decretos. O primeiro decreto Reichsgesetzblatt I S. 1573 de 1 de setembro de 1939 instituiu a Cruz de Ferro (Eisernes Kreuz) e Cruz de Cavaleiro da Cruz de Ferro e a Grande Cruz da Cruz de Ferro (Großkreuz des Eisernen Kreuzes). O segundo artigo do decreto especifica que para ser condecorado com uma classe superior deveria ser primeiramente condecorado com todas as classe precedentes. Com o progresso da guerra, alguns do condecorados foram se destacando, sendo necessária um novo grau da condecoração, sendo então instituído no dia 3 de junho de 1940 o decreto Reichsgesetzblatt I S. 849 que criou a Cruz de Cavaleiro da Cruz de Ferro com Folhas de Carvalho.
Foram criados no dia 28 de setembro de 1941 dois graus da Cruz de Cavaleiro com o decreto Reichsgesetzblatt I S. 613, a Cruz de Cavaleiro da Cruz de Ferro com Folhas de Carvalho e Espadas Ritterkreuz des Eisernen Kreuzes mit Eichenlaub und Schwertern e a Cruz de Cavaleiro da Cruz de Ferro com Folhas de Carvalho, Espadas e Diamantes Ritterkreuz des Eisernen Kreuzes mit Eichenlaub, Schwertern und Brillanten. No final de 1944 o último grau da Cruz de Cavaleiro, a Cruz de Cavaleiro da Cruz de Ferro com Folhas de Carvalho Douradas, Espadas e Diamantes Ritterkreuz des Eisernen Kreuzes mit goldenem Eichenlaub, Schwertern und Brillanten a condecoração foi criada com o decreto Reichsgesetzblatt 1945 I S. 11 de 29 de dezembro de 1944.

## Condecorados
O Alto Comando da Wehrmacht mantinha listas separadas dos condecorados da Cruz de Cavaleiro separadas para os três ramos militares, Heer (exército), Luftwaffe (força aérea), Kriegsmarine (marinha) e para a Waffen-SS. era designado um número sequencial para cada um dos condecorados. Este mesmo paradigma foi aplicado para os graus mais altos da Cruz de Cavaleiro, sendo feita uma lista por ramo militar. Os condecorados das Folhas de Carvalho estão ordenados cronologicamente e pelo número de condecoração definido pelo OKW. A patente listada é a patente que o militar tinha na data da condecoração, assim como a unidade em que estava.
| Número | Nome                                   | Serviço      | Patente                                         | Ocupação e unidade | Data de condecoração     | Notas | Imagem |
| ------ | -------------------------------------- | ------------ | ----------------------------------------------- | --- | ------------------------ | --- | ------ |
| 169    | Reiner Stahel                          | Luftwaffe    | Oberst                                          | Comandante do Luftwaffe-Kampfgruppe                                                                                                  | 4 de janeiro de 1943     | 79. Espadas 18 de julho de 1944                                                                                            | —      |
| 170    | Fritz Feßmann                          | Heer         | Oberleutnant da reserva                         | Chief do 1./Kradschützen-Bataillon 64                                                                                                | 4 de janeiro de 1943     | 103. Espadas 23 de outubro de 1944                                                                                         | —      |
| 171    | Friedrich Guggenberger                 | Kriegsmarine | Kapitänleutnant                                 | Comandante do U-81 | 8 de janeiro de 1943     | — |        |
| 172    | Heinz Frank                            | Luftwaffe    | Oberleutnant                                    | Staffelkapitän do 3./Schlachtgeschwader 1                                                                                            | 8 de janeiro de 1943     | — | —      |
| 173    | Dr. jur. Ernst Kupfer                  | Luftwaffe    | Major                                           | Gruppenkommandeur do II./Sturzkampfgeschwader 2 "Immelmann"                                                                          | 8 de janeiro de 1943     | 62. Espadas 11 de abril de 1944                                                                                            | —      |
| 174    | Bruno Dilley                           | Luftwaffe    | Hauptmann                                       | Gruppenkommandeur do I./Sturzkampfgeschwader 2 "Immelmann"                                                                           | 8 de janeiro de 1943     | — | —      |
| 175    | Gerhard Barkhorn                       | Luftwaffe    | Oberleutnant                                    | Staffelkapitän do 4./Jagdgeschwader 52                                                                                               | 11 de janeiro de 1943    | 52. Espadas 2 de março de 1944                                                                                             | —      |
| 176    | Wend von Wietersheim                   | Heer         | Oberst                                          | Comandante do Panzergrenadier-Regiment 113                                                                                           | 12 de janeiro de 1943    | 58. Espadas 26 de março de 1944                                                                                            |        |
| 177    | Johann Mohr                            | Kriegsmarine | Kapitänleutnant                                 | Comandante do U-124 | 13 de janeiro de 1943    | — | —      |
| 178    | Friedrich Paulus                       | Heer         | Generaloberst                                   | Commander-in-chief do 6. Armee | 15 de janeiro de 1943    | — |        |
| 179    | Karl Willig                            | Heer         | Major                                           | Comandante do II./Grenadier-Regiment 120 (motorizado)                                                                                | 18 de janeiro de 1943    | — | —      |
| 180    | Günter Goebel                          | Heer         | Hauptmann                                       | Líder de um Kampfgruppe com o AOK 6                                                                                                  | 18 de janeiro de 1943    | — |        |
| 181    | Günther von Kluge                      | Heer         | Generalfeldmarschall                            | Commander-in-chief de Heeresgruppe Mitte                                                                                             | 18 de janeiro de 1943    | 40. Espadas 29 de outubro de 1943                                                                                          |        |
| 182    | Waldemar von Gazen chamado de von Gaza | Heer         | Hauptmann                                       | Líder do a Kampfgruppe do 13. Panzer-Division (Comandante do I./Panzergrenadier-Regiment 66)                                         | 18 de janeiro de 1943    | 38. Espadas 3 de outubro de 1943                                                                                           | —      |
| 183    | Hans Kreysing                          | Heer         | Generalleutnant                                 | Comandante da 3. Gebirgs-Division | 20 de janeiro de 1943    | 63. Espadas 13 de abril de 1944                                                                                            |        |
| 184    | Reinhard Günzel                        | Luftwaffe    | Major                                           | Gruppenkommandeur do II./Kampfgeschwader 27 "Boelcke"                                                                                | 21 de janeiro de 1943    | — | —      |
| 185    | Hugo Primozic                          | Heer         | Oberwachtmeister                                | Líder de pelotão no 2./Sturmgeschütz-Abteilung 667                                                                                   | 25 de janeiro de 1943    | At the same time promoted to Leutnant                                                                                      | —      |
| 186    | Willy Riedel                           | Heer         | Hauptmann                                       | Comandante do III./Infanterie-Regiment 524                                                                                           | 25 de janeiro de 1943    | — |        |
| 187    | Georg Michael                          | Heer         | Oberleutnant da reserva                         | Líder do II./Panzergrenadier-Regiment 26                                                                                             | 25 de janeiro de 1943    | — | —      |
| 188    | Gustav Pressler                        | Luftwaffe    | Major                                           | Gruppenkommandeur do III./Sturzkampfgeschwader 2 "Immelmann"                                                                         | 26 de janeiro de 1943    | — | —      |
| 189    | Carl Rodenburg                         | Heer         | Generalleutnant                                 | Comandante da 76. Infanterie-Division                                                                                                | 31 de janeiro de 1943    | — | —      |
| 190    | Reinhold Knacke                        | Luftwaffe    | Hauptmann                                       | Staffelkapitän do 3./Nachtjagdgeschwader 1                                                                                           | 7 de fevereiro de 1943*  | Morto em combate 3 de fevereiro de 1943                                                                                    | —      |
| 191    | Erwin Fischer                          | Luftwaffe    | Hauptmann                                       | Staffelkapitän do 1./Fernaufklärungs-Gruppe 121                                                                                      | 8 de fevereiro de 1943   | — | —      |
| 192    | Hermann Hogeback                       | Luftwaffe    | Hauptmann                                       | Gruppenkommandeur do III./Lehrgeschwader 1                                                                                           | 19 de fevereiro de 1943  | 125. Espadas 26 de janeiro de 1945                                                                                         | —      |
| 193    | Helmut Bruck                           | Luftwaffe    | Hauptmann                                       | Gruppenkommandeur do I./Sturzkampfgeschwader 77                                                                                      | 19 de fevereiro de 1943  | — | —      |
| 194    | Alfons König                           | Heer         | Hauptmann da reserva                            | Comandante do III./Grenadier-Regiment 217                                                                                            | 21 de fevereiro de 1943  | 70. Espadas 9 de junho de 1944                                                                                             | —      |
| 195    | Kurt Meyer                             | Waffen-SS    | SS-Obersturmbannführer                          | Comandante do SS-Aufklärungs-Abteilung "Leibstandarte SS Adolf Hitler"                                                               | 23 de fevereiro de 1943  | 91. Espadas 27 de agosto de 1944                                                                                           |        |
| 196    | Paul Gildner                           | Luftwaffe    | Oberleutnant                                    | Piloto no 3./Nachtjagdgeschwader 1                                                                                                   | 26 de fevereiro de 1943* | Morto em combate 24 de fevereiro de 1943                                                                                   | —      |
| 197    | Werner Streib                          | Luftwaffe    | Major                                           | Gruppenkommandeur do I./Nachtjagdgeschwader 1                                                                                        | 26 de fevereiro de 1943  | 54. Espadas 11 de março de 1944                                                                                            | —      |
| 198    | Ludwig Becker                          | Luftwaffe    | Hauptmann                                       | Staffelkapitän do 12./Nachtjagdgeschwader 2                                                                                          | 26 de fevereiro de 1943* | Morto em combate 26 de fevereiro de 1943                                                                                   | —      |
| 199    | Werner Baumgarten-Crusius              | Heer         | Oberleutnant                                    | Líder do I./Grenadier-Regiment 156 (motorizado)                                                                                      | 27 de fevereiro de 1943  | — | —      |
| 200    | Fritz Witt                             | Waffen-SS    | SS-Standartenführer                             | Comandante do SS-Panzergrenadier-Regiment 1 "Leibstandarte SS Adolf Hitler"                                                          | 1 de março de 1943       | — | —      |
| 201    | Hans Mikosch                           | Heer         | Oberst                                          | Comandante do Pionier-Regiment Stab z.b.V. 677 e Líder de um Kampfgruppe na área de Stalingrado                                      | 6 de março de 1943       | — | —      |
| 202    | Walter Scheunemann                     | Heer         | Hauptmann                                       | Comandante do I./Grenadier-Regiment 272                                                                                              | 6 de março de 1943       | — | —      |
| 203    | Gustav Schmidt                         | Heer         | Generalleutnant                                 | Comandante do 19. Panzer-Division | 6 de março de 1943       | — | —      |
| 204    | Dr. rer. oec. Eberhard Zahn            | Heer         | Hauptmann da reserva                            | Chief do 2./Panzer-Jäger-Abteilung 33                                                                                                | 6 de março de 1943       | — | —      |
| 205    | Johann Mickl                           | Heer         | Oberst                                          | Comandante do Panzergrenadier-Regiment 25                                                                                            | 6 de março de 1943       | — | —      |
| 206    | Wilhelm von Malachowski                | Heer         | Hauptmann                                       | Comandante do Sturmgeschütz-Abteilung 228                                                                                            | 6 de março de 1943       | — | —      |
| 207    | Bruno Kohnz                            | Heer         | Oberfeldwebel                                   | Líder de pelotão no 11./Jäger-Regiment 207                                                                                           | 6 de março de 1943       | — | —      |
| 208    | Georg Lassen                           | Kriegsmarine | Kapitänleutnant                                 | Comandante do U-160 | 7 de março de 1943       | — | —      |
| 209    | Erich von Lewinski called von Manstein | Heer         | Generalfeldmarschall                            | Commander-in-chief do Heeresgruppe Süd                                                                                               | 14 de março de 1943      | 59. Espadas 30 de março de 1944                                                                                            |        |
| 210    | Georg Rietscher                        | Heer         | Unteroffizier                                   | VB (observador avançado) do 14./Grenadier-Regiment 513                                                                               | 14 de março de 1943      | — | —      |
| 211    | Karl Langesee                          | Heer         | Major                                           | Comandante do II./Jäger-Regiment 207                                                                                                 | 15 de março de 1943      | — | —      |
| 212    | Josef Kult                             | Heer         | Oberleutnant da reserva                         | Chief do 3./Jäger-Regiment 228 | 15 de março de 1943*     | Morto em combate 22 de fevereiro de 1943 posthumously promoted to Hauptman da reserva                                      | —      |
| 213    | Walter Hörnlein                        | Heer         | Generalleutnant                                 | Comandante do Infanterie-Division (motorizado) "Großdeutschland"                                                                     | 15 de março de 1943      | — | —      |
| 214    | Theodor Nordmann                       | Luftwaffe    | Oberleutnant                                    | Gruppenkommandeur do III./Sturzkampfgeschwader 1                                                                                     | 17 de março de 1943      | 98. Espadas 17 de setembro de 1944                                                                                         | —      |
| 215    | Georg-Wilhelm Postel                   | Heer         | Generalmajor                                    | Comandante do 320. Infanterie-Division                                                                                               | 28 de março de 1943      | 57. Espadas 26 de março de 1944                                                                                            | —      |
| 216    | Robert Ritter von Greim                | Luftwaffe    | Generaloberst                                   | Commander-in-chief do Luftflottenkommando Ost (Luftflotte 6)                                                                         | 2 de abril de 1943       | 92. Espadas 28 de agosto de 1944                                                                                           |        |
| 217    | Hans-Karl von Scheele                  | Heer         | Generalleutnant                                 | Comandante geral do Korps "Scheele"                                                                                                  | 2 de abril de 1943       | — | —      |
| 218    | Heinrich Schüler                       | Heer         | Hauptmann da reserva                            | Comandante do II./Grenadier-Regiment 525                                                                                             | 2 de abril de 1943       | — | —      |
| 219    | Helmut Hudel                           | Heer         | Hauptmann                                       | Comandante do I./Panzer-Regiment 7                                                                                                   | 2 de abril de 1943       | — |        |
| 220    | Hinrich Schuldt                        | Waffen-SS    | SS-Standartenführer                             | Comandante do SS-Brigade "Schuldt" also Kampfgruppe "Schuld": I./SS-Polizei-Schützen-Regiment 1 e VII./Leibstandarte SS Adolf Hitler | 2 de abril de 1943       | 56. Espadas 25 de março de 1944                                                                                            | —      |
| 221    | Otto Kumm                              | Waffen-SS    | SS-Obersturmbannführer                          | Comandante do SS-Panzergrenadier-Regiment "Der Führer"                                                                               | 6 de abril de 1943       | 138. Espadas 17 de março de 1945                                                                                           |        |
| 222    | Rudolf Schlee                          | Heer         | Oberfeldwebel                                   | Líder de pelotão no 6./Gebirgsjäger-Regiment 13                                                                                      | 6 de abril de 1943       | — | —      |
| 223    | Karl Dönitz                            | Kriegsmarine | Großadmiral                                     | Oberbefehlshaber der Kriegsmarine e Befehlshaber der U-Boote                                                                         | 6 de abril de 1943       | — |        |
| 224    | Albrecht Brandi                        | Kriegsmarine | Korvettenkapitän                                | Comandante do U-617 | 11 de abril de 1943      | 66. Espadas 9 de maio de 1944 22. Diamantes 24 de novembro de 1944                                                         | —      |
| 225    | Gerhard von Kamptz                     | Kriegsmarine | Fregattenkapitän                                | Chief do 8. Räumbootsflottille | 14 de abril de 1943      | — | —      |
| 226    | Siegfried Wuppermann                   | Kriegsmarine | Oberleutnant zur See                            | Comandante do Schnellboot S-56 do 3. Schnellbootflottille                                                                            | 14 de abril de 1943      | — | —      |
| 227    | Erich Klawe                            | Heer         | Major                                           | Comandante do I./Grenadier-Regiment 23                                                                                               | 14 de abril de 1943      | — | —      |
| 228    | Peter Frantz                           | Heer         | Hauptmann                                       | Comandante do Sturmgeschütz-Abteilung "Großdeutschland"                                                                              | 14 de abril de 1943      | — | —      |
| 229    | Hans-Ulrich Rudel                      | Luftwaffe    | Oberleutnant                                    | Staffelkapitän do 1./Sturzkampfgeschwader 2 "Immelmann"                                                                              | 14 de abril de 1943      | 42. Espadas 25 de novembro de 1943 10. Diamantes 29 de março de 1944 1. Folhas de Carvalho Douradas 29 de dezembro de 1944 | —      |
| 230    | Paul-Werner Hozzel                     | Luftwaffe    | Oberstleutnant                                  | Geschwaderkommodore do Sturzkampfgeschwader 2 "Immelmann"                                                                            | 14 de abril de 1943      | — | —      |
| 231    | Georg Dörffel                          | Luftwaffe    | Hauptmann                                       | Acting Gruppenkommandeur do I./Schlachtgeschwader 1                                                                                  | 14 de abril de 1943      | — |        |
| 232    | Egon Mayer                             | Luftwaffe    | Hauptmann                                       | Gruppenkommandeur do III./Jagdgeschwader 2 "Richthofen"                                                                              | 16 de abril de 1943      | 51. Espadas 2 de março de 1944                                                                                             | —      |
| 233    | August Dieckmann                       | Waffen-SS    | SS-Sturmbannführer                              | Comandante do I./SS-Panzergreandier-Regiment "Germania"                                                                              | 16 de abril de 1943      | 39. Espadas 10 de outubro de 1943                                                                                          |        |
| 234    | Otto von Bülow                         | Kriegsmarine | Kapitänleutnant                                 | Comandante do U-404 | 26 de abril de 1943      | — |        |
| 235    | Willibald Borowietz                    | Heer         | Generalmajor                                    | Comandante do 15. Panzer-Division | 10 de maio de 1943       | — | —      |
| 236    | Hans-Günther Stotten                   | Heer         | Hauptmann                                       | Comandante do I./Panzer-Regiment 8                                                                                                   | 10 de maio de 1943       | — | —      |
| 237    | Paul Laux                              | Heer         | General der Infanterie                          | Comandante geral do II. Armeekorps                                                                                                   | 17 de maio de 1943       | — | —      |
| 238    | Gustav Höhne                           | Heer         | Generalleutnant                                 | Comandante geral do Korps "Laux" | 17 de maio de 1943       | — | —      |
| 239    | Karl-Adolf Hollidt                     | Heer         | General der Infanterie                          | Commander-in-chief do 6. Armee | 17 de maio de 1943       | — | —      |
| 240    | Gerhard von Schwerin                   | Heer         | Generalmajor                                    | Comandante do 16. Infanterie-Division (motorizado)                                                                                   | 17 de maio de 1943       | 41. Espadas 4 de novembro de 1943                                                                                          | —      |
| 241    | Wilhelm Niggemeyer                     | Heer         | Oberleutnant da reserva                         | Ajudante de natalhão do Pionier-Bataillon 26                                                                                         | 17 de maio de 1943       | — | —      |
| 242    | Franz Griesbach                        | Heer         | Oberst                                          | Comandante do Grenadier-Regiment 399                                                                                                 | 17 de maio de 1943       | 53. Espadas 6 de março de 1944                                                                                             | —      |
| 243    | Erich Bärenfänger                      | Heer         | Hauptmann                                       | Comandante do III./Grenadier-Regiment 123                                                                                            | 17 de maio de 1943       | 45. Espadas 23 de janeiro de 1944                                                                                          | —      |
| 244    | Richard Grünert                        | Heer         | Major da reserva                                | Comandante do I./Panzergrenadier-Regiment 7                                                                                          | 17 de maio de 1943*      | Morto em combate 13 de março de 1943                                                                                       | —      |
| 245    | Ernst Kruse                            | Heer         | Oberfeldwebel                                   | Líder de pelotão no 7./Panzergrenadier-Regiment 3                                                                                    | 17 de maio de 1943       | — | —      |
| 246    | Georg Bochmann                         | Waffen-SS    | SS-Sturmbannführer                              | Comandante do II./SS-Kradschützen-Regiment "Thule"                                                                                   | 17 de maio de 1943       | 140. Espadas 26 de março de 1945                                                                                           |        |
| 247    | Karl Löwrick                           | Heer         | Oberst                                          | Comandante do Grenadier-Regiment 272                                                                                                 | 17 de maio de 1943       | — | —      |
| 248    | Martin Grase                           | Heer         | Generalleutnant                                 | Comandante do 1. Infanterie-Division                                                                                                 | 23 de maio de 1943       | — | —      |
| 249    | Friedrich Kemnade                      | Kriegsmarine | Korvettenkapitän                                | Chief do 3. Schnellbootflottille | 27 de maio de 1943       | — | —      |
| 250    | Robert Gysae                           | Kriegsmarine | Kapitänleutnant                                 | Comandante do U-177 | 31 de maio de 1943       | — | —      |
| 251    | Hans von Obstfelder                    | Heer         | General der Infanterie                          | Comandante geral do XXIX. Armeekorps                                                                                                 | 7 de junho de 1943       | 110. Espadas 5 de novembro de 1944                                                                                         |        |
| 252    | Karl Göbel                             | Heer         | Oberstleutnant                                  | Comandante do Grenadier-Regiment 420                                                                                                 | 8 de junho de 1943       | — | —      |
| 253    | Friedrich Höhne                        | Heer         | Major                                           | Comandante do III./Jäger-Regiment 204                                                                                                | 8 de junho de 1943       | — | —      |
| 254    | Günter Klappich                        | Heer         | Oberleutnant                                    | Líder do III./Grenadier-Regiment (motorizado) 60                                                                                     | 8 de junho de 1943*      | Morto em combate 22 de janeiro de 1943                                                                                     | —      |
| 255    | Gustav Rödel                           | Luftwaffe    | Major                                           | Geschwaderkommodore do Jagdgeschwader 27                                                                                             | 20 de junho de 1943      | — | —      |
| 256    | Carl Emmermann                         | Kriegsmarine | Kapitänleutnant                                 | Comandante do U-172 | 4 de julho de 1943       | — | —      |
| 257    | Werner Henke                           | Kriegsmarine | Kapitänleutnant                                 | Comandante do U-515 | 4 de julho de 1943       | — |        |
| 258    | Fritz Bayerlein                        | Heer         | Generalmajor                                    | chief de staff do 1º Exército | 6 de julho de 1943       | 81. Espadas 20 de julho de 1944                                                                                            |        |
| 259    | Walther von Hünersdorff                | Heer         | Generalmajor                                    | Comandante do 6. Panzer-Division | 14 de julho de 1943      | — |        |
| 260    | Bernhard Sauvant                       | Heer         | Major                                           | Comandante do schwere Panzer-Abteilung 505                                                                                           | 28 de julho de 1943      | — | —      |
| 261    | Paul Hausser                           | Waffen-SS    | SS-Obergruppenführer e General do Waffen-SS     | Comandante geral do II. SS-Panzerkorps                                                                                               | 28 de julho de 1943      | 90. Espadas 26 August 1944                                                                                                 |        |
| 262    | Dr. med. dent. Franz Bäke              | Heer         | Major da reserva                                | Comandante do II./Panzer-Regiment 11                                                                                                 | 1 de agosto de 1943      | 49. Espadas 21 de fevereiro de 1944                                                                                        |        |
| 263    | Egmont Prinz zur Lippe-Weißenfeld      | Luftwaffe    | Hauptmann                                       | Gruppenkommandeur do III./Nachtjagdgeschwader 2                                                                                      | 2 de agosto de 1943      | — |        |
| 264    | Manfred Meurer                         | Luftwaffe    | Hauptmann                                       | Staffelkapitän do 3./Nachtjagdgeschwader 1                                                                                           | 2 de agosto de 1943      | — | —      |
| 265    | Heinrich Ehrler                        | Luftwaffe    | Hauptmann                                       | Gruppenkommandeur do III./Jagdgeschwader 5                                                                                           | 2 de agosto de 1943      | — | —      |
| 266    | Theodor Weissenberger                  | Luftwaffe    | Oberleutnant                                    | Staffelkapitän do 7./Jagdgeschwader 5                                                                                                | 2 de agosto de 1943      | — |        |
| 267    | Joachim Kirschner                      | Luftwaffe    | Oberleutnant                                    | Staffelkapitän do 5./Jagdgeschwader 3 "Udet"                                                                                         | 2 de agosto de 1943      | — | —      |
| 268    | Werner Schröer                         | Luftwaffe    | Hauptmann                                       | Gruppenkommandeur do II./Jagdgeschwader 27                                                                                           | 2 de agosto de 1943      | (144th) Espadas 19 de abril de 1945                                                                                        | —      |
| 269    | Hajo Herrmann                          | Luftwaffe    | Major                                           | Geschwaderkommodore do Jagdgeschwader 300                                                                                            | 2 de agosto de 1943      | 43. Espadas 23 de janeiro de 1944                                                                                          |        |
| 270    | Bruno Kahl                             | Heer         | Major                                           | Comandante do III./schweres Heeres Panzerjäger-Regiment 656                                                                          | 8 de agosto de 1943      | — | —      |
| 271    | Dr. jur. Lothar Rendulic               | Heer         | General der Infanterie                          | Comandante geral do XXXV. Armeekorps                                                                                                 | 15 de agosto de 1943     | 122. Espadas 18 de janeiro de 1945                                                                                         |        |
| 272    | Dietrich von Müller                    | Heer         | Oberst                                          | Comandante do Panzergrenadier-Regiment 5                                                                                             | 16 de agosto de 1943     | 134. Espadas 20 de fevereiro de 1945                                                                                       | —      |
| 273    | Georg von Küchler                      | Heer         | Generalfeldmarschall                            | Commander-in-chief do Heeresgruppe Nord                                                                                              | 21 de agosto de 1943     | — |        |
| 274    | Ernst Busch                            | Heer         | Generalfeldmarschall                            | Commander-in-chief do 16. Armee | 21 de agosto de 1943     | — |        |
| 275    | Georg Lindemann                        | Heer         | Generaloberst                                   | Commander-in-chief do 18. Armee | 21 de agosto de 1943     | — |        |
| 276    | Paul Conrath                           | Luftwaffe    | Generalmajor                                    | Comandante do Fallschirm-Panzer-Division "Hermann Göring"                                                                            | 21 de agosto de 1943     | — | —      |
| 277    | Otto Baum                              | Waffen-SS    | SS-Obersturmbannführer                          | Comandante do SS-Panzergrenadier-Regiment "Totenkopf"                                                                                | 22 de agosto de 1943     | 95. Espadas 2 de setembro de 1944                                                                                          | —      |
| 278    | Hans Freiherr von Funck                | Heer         | Generalleutnant                                 | Comandante do 7. Panzer-Division | 22 de agosto de 1943     | — | —      |
| 279    | Alexander Conrady                      | Heer         | Oberst                                          | Comandante do Grenadier-Regiment 118                                                                                                 | 22 de agosto de 1943     | — | —      |
| 280    | Erhard Raus                            | Heer         | General der Panzertruppe                        | Comandante geral do XI. Armeekorps                                                                                                   | 22 de agosto de 1943     | — | —      |
| 281    | Dietrich von Saucken                   | Heer         | Generalleutnant                                 | Comandante do 4. Panzer-Division | 22 de agosto de 1943     | 46. Espadas 31 de janeiro de 1944 27. Diamantes 8 de maio de 1945                                                          |        |
| 282    | Hans Gollnick                          | Heer         | Generalleutnant                                 | Comandante da 36. Panzergrenadier Division                                                                                           | 24 de agosto de 1943     | — | —      |
| 283    | Alfred Eidel                           | Heer         | Major                                           | Comandante do I./Grenadier-Regiment 171                                                                                              | 24 de agosto de 1943     | — | —      |
| 284    | Paul Schultz                           | Heer         | Oberst                                          | Comandante do Grenadier-Regiment 308                                                                                                 | 26 de agosto de 1943     | — | —      |
| 285    | Hans-Detloff von Cossel                | Heer         | Major                                           | Comandante do I./Panzer-Regiment 35                                                                                                  | 29 de agosto de 1943*    | Morto em combate 22 de julho de 1943                                                                                       | —      |
| 286    | Walter Krüger                          | Waffen-SS    | SS-Gruppenführer e Generalleutnant do Waffen-SS | Comandante do SS-Panzergrenadier-Division "Das Reich"                                                                                | 31 de agosto de 1943     | 120. Espadas 11 de janeiro de 1945                                                                                         | —      |
| 287    | Rolf Rocholl                           | Heer         | Hauptmann                                       | Comandante do III./Grenadier-Regiment 569                                                                                            | 31 de agosto de 1943*    | Morto em combate 23 de agosto de 1943                                                                                      | —      |
| 288    | Hartmann Grasser                       | Luftwaffe    | Major                                           | Gruppenkommandeur do II./Jagdgeschwader 51 "Mölders"                                                                                 | 31 de agosto de 1943     | — | —      |
| 289    | Wolf-Udo Ettel                         | Luftwaffe    | Oberleutnant                                    | Staffelkapitän do 8./Jagdgeschwader 27                                                                                               | 31 de agosto de 1943*    | Morto em combate 17 de julho de 1943                                                                                       | —      |
| 290    | Heinrich Prinz zu Sayn-Wittgenstein    | Luftwaffe    | Hauptmann                                       | Gruppenkommandeur do I./Nachtjagdgeschwader 100                                                                                      | 31 de agosto de 1943     | 44. Espadas 23 de janeiro de 1944                                                                                          | —      |
| 291    | Hans Zorn                              | Heer         | General der Infanterie                          | Comandante geral do XXXXVI. Panzerkorps                                                                                              | 3 de setembro de 1943*   | Morto em combate 2 August 1943                                                                                             | —      |
| 292    | Horst Großmann                         | Heer         | Generalleutnant                                 | Comandante do 6. Infanterie-Division                                                                                                 | 4 de setembro de 1943    | — | —      |
| 293    | Walter Nowotny                         | Luftwaffe    | Oberleutnant                                    | Staffelkapitän do 1./Jagdgeschwader 54                                                                                               | 4 de setembro de 1943    | 37. Espadas 22 de setembro de 1943 8. Diamantes 19 de outubro de 1943                                                      | —      |
| 294    | Joachim Lemelsen                       | Heer         | General der Panzertruppe                        | Comandante geral do XXXXVII. Panzerkorps                                                                                             | 7 de setembro de 1943    | — | —      |
| 295    | Erich Jaschke                          | Heer         | General der Infanterie                          | Comandante do LV. Armeekorps | 7 de setembro de 1943    | — | —      |
| 296    | Heinz Harmel                           | Waffen-SS    | SS-Standartenführer                             | Comandante do SS-Panzergrenadier-Regiment 3 "Deutschland"                                                                            | 7 de setembro de 1943    | 116. Espadas 15 de dezembro de 1944                                                                                        |        |
| 297    | Hermann Prieß                          | Waffen-SS    | SS-Brigadeführer e Generalmajor do Waffen-SS    | Comandante do SS-Panzergrenadier-Division "Totenkopf"                                                                                | 9 de setembro de 1943    | 65. Espadas 24 de abril de 1944                                                                                            |        |
| 298    | Friedrich Hoßbach                      | Heer         | Generalleutnant                                 | Comandante do LVI. Panzerkorps | 11 de setembro de 1943   | — | —      |
| 299    | Siegfried Thomaschki                   | Heer         | Generalleutnant                                 | Comandante do 11. Infanterie-Division                                                                                                | 11 de setembro de 1943   | — | —      |
| 300    | Dr. med. dent. Walter Lange            | Heer         | Oberst da reserva                               | Comandante do Grenadier-Regiment 43                                                                                                  | 13 de setembro de 1943   | — | —      |
| 301    | Günther Pape                           | Heer         | Oberst                                          | Comandante do Panzergrenadier-Regiment 394                                                                                           | 15 de setembro de 1943   | — |        |
| 302    | Theodor Tolsdorff                      | Heer         | Major                                           | Comandante do I./Füsilier-Regiment 22                                                                                                | 15 de setembro de 1943   | 80. Espadas 18 de julho de 1944 25. Diamantes 18 de março de 1945                                                          | —      |
| 303    | Sylvester Stadler                      | Waffen-SS    | SS-Obersturmbannführer                          | Comandante do SS-Panzergrenadier-Regiment "Der Führer"                                                                               | 16 de setembro de 1943   | (152.) Espadas 6 de maio de 1945?                                                                                          |        |
| 304    | Ulrich Kleemann                        | Heer         | Generalleutnant                                 | Comandante do Sturm-Division "Rhodos"                                                                                                | 16 de setembro de 1943   | — | —      |
| 305    | Kurt Student                           | Luftwaffe    | General der Flieger                             | Comandante geral do XI. Fliegerkorps (Luft-lande-Korps)                                                                              | 27 de setembro de 1943   | — |        |
| 306    | Alfred-Hermann Reinhardt               | Heer         | Oberst                                          | Comandante do Grenadier-Regiment 421                                                                                                 | 28 de setembro de 1943   | 118. Espadas 24 de dezembro de 1944                                                                                        | —      |
| 307    | Hans Fritsche                          | Heer         | Major                                           | Comandante do I./Grenadier-Regiment 528                                                                                              | 2 de outubro de 1943     | — | —      |
| 308    | Bodo Spranz                            | Heer         | Oberleutnant                                    | Chief do 1./Sturmgeschütz-Brigade 237                                                                                                | 3 de outubro de 1943     | — | —      |
| 309    | Josef Schreiber                        | Heer         | Oberfeldwebel                                   | Líder de pelotão no 7./Sturm-Regiment 14                                                                                             | 5 de outubro de 1943     | — | —      |
| 310    | Hubert-Erwin Meierdress                | Waffen-SS    | SS-Hauptsturmführer                             | Comandante do I./SS-Panzer-Regiment 3 "Totenkopf"                                                                                    | 5 de outubro de 1943     | — | —      |
| 311    | Hans-Gotthard Pestke                   | Heer         | Hauptmann                                       | Comandante do I./Grenadier-Regiment 176                                                                                              | 14 de outubro de 1943    | — | —      |
| 312    | Julius Ringel                          | Heer         | Generalleutnant                                 | Comandante da 5. Gebirgs-Division | 25 de outubro de 1943    | — |        |
| 313    | Rudolf Freiherr von Roman              | Heer         | General der Artillerie                          | Comandante do XX. Armeekorps | 28 de outubro de 1943    | — | —      |
| 314    | Ernst Voß                              | Heer         | Oberst                                          | Comandante do Grenadier-Regiment 585                                                                                                 | 28 de outubro de 1943*   | Morreu devido a ferimentos no dia 11 de outubro de 1943                                                                    | —      |
| 315    | Herbert Otto Gille                     | Waffen-SS    | SS-Brigadeführer e Generalmajor do Waffen-SS    | Comandante do SS-Panzergrenadier-Division "Wiking"                                                                                   | 1 de novembro de 1943    | 47. Espadas 20 de fevereiro de 1944 12. Diamantes 19 de abril de 1944                                                      |        |
| 316    | Albert Graf von der Goltz              | Heer         | Oberstleutnant da reserva                       | Líder do Gebirgsjäger-Regiment 144                                                                                                   | 2 de novembro de 1943    | — |        |
| 317    | Ernst Ziemer                           | Heer         | Hauptmann                                       | Chief do 1./Grenadier-Regiment 94 | 2 de novembro de 1943    | — | —      |
| 318    | Eugen König                            | Heer         | Oberst                                          | Comandante do Grenadier-Regiment 451                                                                                                 | 4 de novembro de 1943    | — | —      |
| 319    | Hermann Recknagel                      | Heer         | Generalleutnant                                 | Comandante do 111. Infanterie-Division                                                                                               | 6 de novembro de 1943    | 104. Espadas 23 de outubro de 1944                                                                                         | —      |
| 320    | Siegfried Grabert                      | Heer         | Hauptmann da reserva                            | Chief do 8./Lehr-Regiment "Brandenburg" z.b.V. 800                                                                                   | 6 de novembro de 1943*   | Morto em combate 25 de julho de 1942                                                                                       |        |
| 321    | Heinrich Kiesling                      | Heer         | Major                                           | Líder do Grenadier-Regiment 529 | 7 de novembro de 1943    | — | —      |
| 322    | Otto von Knobelsdorff                  | Heer         | General der Panzertruppe                        | Comandante geral do XXXXVIII. Panzerkorps                                                                                            | 12 de novembro de 1943   | 100. Espadas 21 de setembro de 1944                                                                                        | —      |
| 323    | Maximilian de Angelis                  | Heer         | General der Artillerie                          | Comandante geral do XXXXIV. Armeekorps                                                                                               | 12 de novembro de 1943   | — | —      |
| 324    | Erich Brandenberger                    | Heer         | General der Panzertruppe                        | Comandante geral do XXIX. Armeekorps                                                                                                 | 12 de novembro de 1943   | — | —      |
| 325    | Otto-Ernst Remer                       | Heer         | Major                                           | Comandante do I.(gepanzert)/Grenadier-Regiment (motorizado) "Großdeutschland"                                                        | 12 de novembro de 1943   | — |        |
| 326    | Georg Christiansen                     | Kriegsmarine | Korvettenkapitän                                | Chief do 1. Schnellbootsflottille | 13 de novembro de 1943   | — | —      |
| 327    | Hans Dorr                              | Waffen-SS    | SS-Hauptsturmführer                             | Comandante do I./SS-Panzergrenadier-Regiment "Germania"                                                                              | 13 de novembro de 1943   | 77. Espadas 9 de julho de 1944                                                                                             | —      |
| 328    | Josef Heindl                           | Heer         | Major da reserva                                | Líder do Grenadier-Regiment 199 "List"                                                                                               | 18 de novembro de 1943*  | Morto em combate 10 de setembro de 1943                                                                                    | —      |
| 329    | Willy Johannmeyer                      | Heer         | Hauptmann                                       | Comandante do II./Infanterie-Regiment 503                                                                                            | 18 de novembro de 1943   | — | —      |
| 330    | Dr. Ing. Karl-Friedrich Brill          | Kriegsmarine | Fregattenkapitän da reserva                     | Comandante do Minenschiff "Juminda" e Líder do a Minenschiff group                                                                   | 18 de novembro de 1943*  | Morto em combate 22 de outubro de 1943                                                                                     | —      |
| 331    | Johannes Block                         | Heer         | Generalleutnant                                 | Comandante do 294. Infanterie-Division                                                                                               | 22 de novembro de 1943   | — | —      |
| 332    | Hasso von Manteuffel                   | Heer         | Generalmajor                                    | Comandante da 7. Panzer-Division | 23 de novembro de 1943   | 50. Espadas 22 de fevereiro de 1944 24. Diamantes 18 de fevereiro de 1945                                                  |        |
| 333    | Gotthard Heinrici                      | Heer         | Generaloberst                                   | Commander-in-chief do 4. Armee | 24 de novembro de 1943   | 136. Espadas 3 de março de 1945                                                                                            |        |
| 334    | Hans Schmidt                           | Heer         | General der Infanterie                          | Comandante geral do IX. Armeekorps                                                                                                   | 24 de novembro de 1943   | — | —      |
| 335    | Dr. med. dent. Karl Mauss              | Heer         | Oberst                                          | Comandante do Panzergrenadier-Regiment 33                                                                                            | 24 de novembro de 1943   | 101. Espadas 23 de outubro de 1944 26. Diamantes 15 de abril de 1945                                                       |        |
| 336    | Hans-Henning Freiherr von Beust        | Luftwaffe    | Oberstleutnant                                  | Geschwaderkommodore do Kampfgeschwader 27 "Boelcke"                                                                                  | 25 de novembro de 1943   | — | —      |
| 337    | Dietrich Hrabak                        | Luftwaffe    | Oberstleutnant                                  | Geschwaderkommodore do Jagdgeschwader 52                                                                                             | 25 de novembro de 1943   | — | —      |
| 338    | Wilhelm Lemke                          | Luftwaffe    | Hauptmann                                       | Gruppenkommandeur do II./Jagdgeschwader 3 "Udet"                                                                                     | 25 de novembro de 1943   | — | —      |
| 339    | Otto Schünemann                        | Heer         | Generalleutnant                                 | Comandante do 337. Infanterie-Division                                                                                               | 28 de novembro de 1943   | — | —      |
| 340    | Walter Hartmann                        | Heer         | Generalleutnant                                 | Comandante do 87. Infanterie-Division                                                                                                | 30 de novembro de 1943   | 139. Espadas 18 de março de 1945                                                                                           | —      |
| 341    | Ernst-August Fricke                    | Heer         | Major                                           | Comandante do II./Panzergrenadier-Regiment 76 (motorizado)                                                                           | 30 de novembro de 1943*  | Morreu no dia 9 de novembro de 1943 devido a ferimentos sofridos no dia 13 de agosto de 1943                               | —      |
| 342    | Ernst Wellmann                         | Heer         | Oberstleutnant                                  | Comandante do Panzergrenadier-Regiment 3                                                                                             | 30 de novembro de 1943   | — | —      |
| 343    | Alfred Druffner                        | Heer         | Oberst                                          | Comandante do Grenadier-Regiment 519                                                                                                 | 30 de novembro de 1943*  | Morreu devido a ferimentos no dia 30 de setembro de 1943                                                                   | —      |
| 344    | Anton Grasser                          | Heer         | Generalleutnant                                 | Comandante do 25. Panzergrenadier-Division                                                                                           | 5 de dezembro de 1943    | — | —      |
| 345    | Kurt Walter                            | Heer         | Oberstleutnant                                  | Comandante do Grenadier-Regiment 11                                                                                                  | 5 de dezembro de 1943    | — |        |
| 346    | Adolf Weitkunat                        | Heer         | Major da reserva                                | Comandante do Kampf-Bataillon 488 (restantes do Grenadier-Regiment 488)                                                              | 5 de dezembro de 1943    | — | —      |
| 347    | Walter Elflein                         | Heer         | Hauptmann da reserva                            | Comandante do I./Grenadier-Regiment 95 e Líder do a Kampfgruppe do 17. Infanterie-Division                                           | 5 de dezembro de 1943    | — | —      |
| 348    | Willy Langkeit                         | Heer         | Oberstleutnant                                  | Comandante do Panzer-Regiment 36 | 7 de dezembro de 1943    | — | —      |
| 349    | Andreas Thorey                         | Heer         | Rittmeister                                     | Comandante do Aufklärungs-Abteilung 94                                                                                               | 7 de dezembro de 1943    | — | —      |
| 350    | Sigfrid Henrici                        | Heer         | General der Panzertruppe                        | Comandante geral do XXXX. Panzerkorps                                                                                                | 9 de dezembro de 1943    | — | —      |
| 351    | Heinrich Voigtsberger                  | Heer         | Oberst                                          | Comandante do Grenadier-Regiment 60 (motorizado)                                                                                     | 9 de dezembro de 1943    | — | —      |
| 352    | Karl Baacke                            | Heer         | Oberstleutnant                                  | Comandante do Grenadier-Regiment 266                                                                                                 | 10 de dezembro de 1943   | — | —      |
| 353    | Christian Tychsen                      | Waffen-SS    | SS-Sturmbannführer                              | Comandante do II./SS-Panzer-Regiment 2 "Das Reich"                                                                                   | 10 de dezembro de 1943   | — |        |
| 354    | Alfred Müller                          | Heer         | Hauptmann                                       | Comandante do Sturmgeschütz-Abteilung 191                                                                                            | 15 de dezembro de 1943   | — | —      |
| 355    | Hans-Joachim Kahler                    | Heer         | Oberstleutnant                                  | Comandante do Panzergrenadier-Regiment 5                                                                                             | 17 de dezembro de 1943   | — | —      |
| 356    | Dr. jur. Ernst Kühl                    | Luftwaffe    | Oberst da reserva                               | Geschwaderkommodore do Kampfgeschwader 55 "Greif"                                                                                    | 18 de dezembro de 1943   | — | —      |
| 357    | Kurt von der Chevallerie               | Heer         | General der Infanterie                          | Comandante geral do LIX. Armeekorps                                                                                                  | 19 de dezembro de 1943   | — | —      |
| 358    | Wilhelm Schmalz                        | Luftwaffe    | Oberst                                          | Comandante do Grenadier-Brigade z.b.V. do Panzer-Division "Hermann Göring"                                                           | 23 de dezembro de 1943   | — | —      |
| 359    | Albert Frey                            | Waffen-SS    | SS-Obersturmbannführer                          | Comandante do SS-Panzergrenadier-Regiment 1 "Leibstandarte SS Adolf Hitler"                                                          | 29 de dezembro de 1943   | — | —      |
| 360    | Heinrich Ochs                          | Heer         | Leutnant                                        | Líder de pelotão no 1./Panzer-Jäger-Abteilung 101                                                                                    | 30 de dezembro de 1943*  | Morto em combate 21 de outubro de 1943                                                                                     | —      |